# Coppa Italia Serie D 2025-2026
La Coppa Italia Serie D 2025-2026 sarà la ventiseiesima edizione della manifestazione organizzata dalla Lega Nazionale Dilettanti.

## Partecipanti
Alla competizione partecipano in questa edizione 162 squadre iscritte al campionato di Serie D 2025-2026. La competizione si svolge interamente a eliminazione diretta e prenderà il via il 24 agosto 2025.

## Regolamento
Come di consueto, tutti i turni sono a eliminazione diretta. 68 squadre disputano il turno preliminare e le 34 vincenti accedono al primo turno (sessantaquattresimi di finale) dove raggiungono le 94 squadre esentate dal turno preliminare.
Il fattore campo è determinato per sorteggio nel turno preliminare, nel primo turno e nei trentaduesimi di finale. Nei sedicesimi di finale, negli ottavi di finale e nei quarti di finale, invece, gioca in casa la squadra che nel turno precedente ha giocato in trasferta e viceversa, procedendosi col sorteggio solo nel caso di sfida tra due squadre che, nel turno precedente, abbiano giocato entrambe in casa oppure entrambe in trasferta.
Le semifinali si disputano con gare di andata e ritorno; il fattore campo viene deciso per sorteggio. La finale si disputa in un doppio incontro di andata e ritorno. Gli accoppiamenti di tutti i turni sono guidati da criteri di vicinanza geografica.

## Calendario
| Fase              | Turno                   | Andata           | Ritorno          |
| ----------------- | ----------------------- | ---------------- | ---------------- |
| Turno preliminare | Turno preliminare       | 24 agosto 2025   | 24 agosto 2025   |
| Turno preliminare | Primo turno             | 31 agosto 2025   | 31 agosto 2025   |
| Fase finale       | Trentaduesimi di finale | 8 ottobre 2025   | 8 ottobre 2025   |
| Fase finale       | Sedicesimi di finale    | 22 ottobre 2025  | 22 ottobre 2025  |
| Fase finale       | Ottavi di finale        | 19 novembre 2025 | 19 novembre 2025 |
| Fase finale       | Quarti di finale        | 3 dicembre 2025  | 3 dicembre 2025  |
| Fase finale       | Semifinali              | 7 gennaio 2026   | 21 gennaio 2026  |
| Fase finale       | Finale                  | 25 febbraio 2026 | 11 marzo 2026    |

## Partite

### Turni eliminatori

#### Turno preliminare
Sono 68 le squadre impegnate nel turno preliminare: le 33 società neopromosse, le 6 retrocesse dalla Serie C, i 18 club vincenti i play-out 2024-2025 e salvi con un distacco superiore agli 8 punti, le 3 squadre ripescate e le 8 società classificatesi al termine della scorsa stagione al 12º posto dei gironi a 18 sodalizi e al 14º in quelli a 20 squadre, con la peggiore classifica nella Coppa Disciplina (Anzio, Enna, Imperia, Vigasio, Bassano, Recanatese, Flaminia CivitaCastellana e San Marino). Gli abbinamenti del turno preliminare sono stati pubblicati il 4 agosto 2025.
| Squadra 1              | Risultato | Squadra 2                 |
| ---------------------- | --------- | ------------------------- |
| 24 agosto 2025         |           |                           |
| Portogruaro            | 1         | San Luigi                 |
| Caldiero               | 2         | Obermais                  |
| Union Clodiense CS     | 3         | Unione La Rocca Altavilla |
| Vigasio                | 4         | Bassano                   |
| Conegliano             | 5         | Legnago                   |
| Virtus CiseranoBergamo | 6         | Scanzorosciate            |
| Milan Futuro           | 7         | Trevigliese               |
| Vogherese              | 8         | Pavia                     |
| Sangiuliano City       | 9         | Leon                      |
| Rovato Vertovese       | 10        | Crema                     |
| Biellese               | 11        | Valenzana                 |
| Sestri Levante         | 12        | Cairese                   |
| Imperia                | 13        | Celle Varazze             |
| San Marino             | 14        | Tropical Coriano          |
| Sasso Marconi          | 15        | Correggese                |
| Sammaurese             | 16        | Sansepolcro               |
| Follonica Gavorrano    | 17        | Camaiore                  |
| Terranuova Traiana     | 18        | Scandicci                 |
| Trestina               | 19        | Cannara                   |
| Recanatese             | 20        | Maceratese                |
| Notaresco              | 21        | Giulianova                |
| Budoni                 | 22        | COS Sarrabus Ogliastra    |
| UniPomezia             | 23        | Monastir                  |
| Montespaccato          | 24        | Anzio                     |
| Valmontone             | 25        | Real Normanna             |
| Atletico Lodigiani     | 26        | Sora                      |
| Real Monterotondo      | 27        | Flaminia CivitaCastellana |
| Heraclea               | 28        | Manfredonia               |
| Barletta               | 29        | Ferrandina                |
| Acerrana               | 30        | Afragolese                |
| Vigor Lamezia          | 31        | Messina                   |
| Milazzo                | 32        | Athletic Club Palermo     |
| Enna                   | 33        | Acireale                  |
| CastrumFavara          | 34        | Gela                      |

#### Primo turno
Il primo turno prevede la disputa di 64 gare di sola andata riservato alle seguenti squadre: 34 vincenti il turno preliminare; 94 aventi diritto. Gli abbinamenti del primo turno sono stati pubblicati il 4 agosto 2025. 
| Squadra 1             | Risultato | Squadra 2             |
| --------------------- | --------- | --------------------- |
| 31 agosto 2025        |           |                       |
| Brian Lignano         | -         | Vincente 1            |
| Vincente 3            | -         | Cjarlins Muzane       |
| Calvi Noale           | -         | Vincente 4            |
| Vincente 2            | -         | Chievo                |
| Campodarsego          | -         | Este                  |
| Treviso               | -         | Luparense             |
| Mestre                | -         | Vincente 5            |
| Progresso             | -         | Adriese               |
| Real Calepina         | -         | Brusaporto            |
| Villa Valle           | -         | Vincente 6            |
| Folgore Caratese      | -         | Pro Sesto             |
| Casatese Merate       | -         | Sondrio               |
| Desenzano             | -         | Breno                 |
| Oltrepò               | -         | Vincente 8            |
| Varesina              | -         | Varese                |
| Club Milano           | -         | Castellanzese         |
| Palazzolo             | -         | Vincente 10           |
| Vincente 9            | -         | Sant'Angelo           |
| Gozzano               | -         | Vincente 7            |
| Chisola               | -         | Vincente 11           |
| NovaRomentin          | -         | Derthona              |
| Saluzzo               | -         | Asti                  |
| Vincente 12           | -         | Vincente 13           |
| Vado                  | -         | Sanremese             |
| Lavagnese             | -         | Ligorna               |
| Imolese               | -         | Vincente 14           |
| Lentigione            | -         | Piacenza              |
| Cittadella Vis Modena | -         | Vincente 15           |
| Foligno               | -         | Vincente 16           |
| Orvietana             | -         | Vincente 19           |
| Forsempronese         | -         | Vigor Senigallia      |
| Ancona                | -         | Castelfidardo         |
| Atletico Ascoli       | -         | Vincente 20           |
| Grosseto              | -         | Vincente 18           |
| Siena                 | -         | Poggibonsi            |
| Ghiviborgo            | -         | Tau Altopascio        |
| Pistoiese             | -         | Tuttocuoio            |
| Montevarchi           | -         | San Donato Tavarnelle |
| Seravezza             | -         | Prato                 |
| Ostia Mare            | -         | Vincente 17           |
| L’Aquila              | -         | Chieti                |
| Latte Dolce           | -         | Vincente 22           |
| Vincente 23           | -         | Olbia                 |
| Trastevere            | -         | Vincente 24           |
| Vincente 27           | -         | Vincente 25           |
| Albalonga             | -         | Vincente 26           |
| Sarnese               | -         | Cassino               |
| Teramo                | -         | Vincente 21           |
| Vincente 28           | -         | Termoli               |
| Fidelis Andria        | -         | Vincente 29           |
| Virtus Francavilla    | -         | Fasano                |
| Nardò                 | -         | Martina               |
| Gelbison              | -         | Pompei                |
| Nocerina              | -         | Palmese               |
| Gravina               | -         | Scafatese             |
| Paganese              | -         | Ischia                |
| FC Francavilla        | -         | Nola                  |
| Savoia                | -         | Vincente 30           |
| Vincente 31           | -         | Sambiase              |
| Reggina               | -         | Vibonese              |
| Vincente 32           | -         | Igea Virtus           |
| Ragusa                | -         | Vincente 34           |
| Nissa                 | -         | Sancataldese          |
| Paternò               | -         | Vincente 33           |